# Palazzo Bergomi

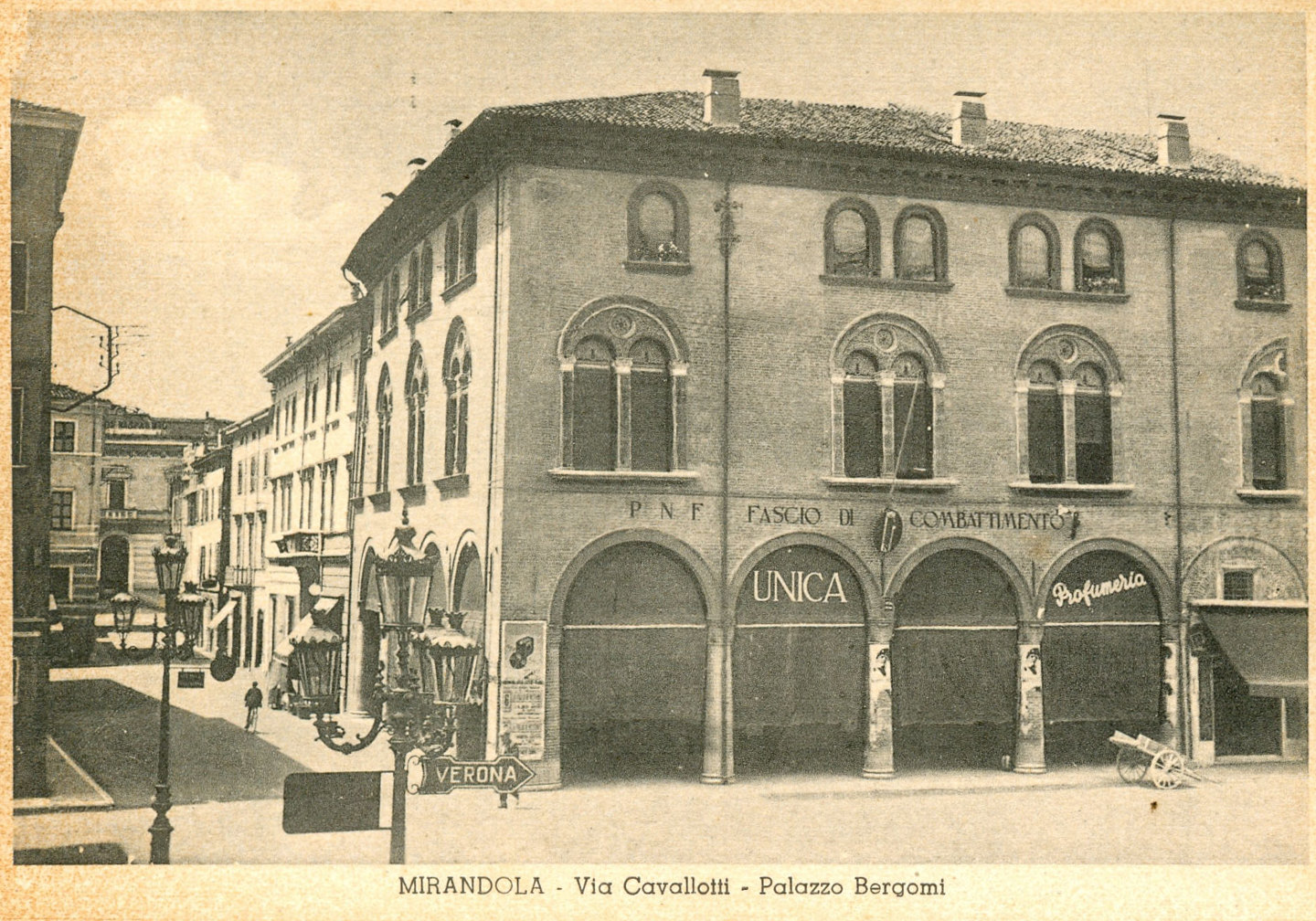
Palazzo Bergomi in Mirandola in der Zeit des Faschismus

Der Palazzo Bergomi ist ein Palast aus dem 15. Jahrhundert im historischen Zentrum von Mirandola in der italienischen Region Emilia-Romagna. Er liegt an der Südwestecke der Piazza della Costituente an der Ecke zur Via Felice Cavallotti. Er ist gekennzeichnet durch einen Laubengang und Verzierungen in Terrakotta im Stile der Renaissance.
Der Palast gleicht im Baustil dem benachbarten Palazzo Comunale und sein imponierendes und elegantes Erscheinungsbild entspricht der wirtschaftlich-politischen Macht der alten Eigentümerfamilie, die aus der Stadt Bergamo stammte.
Der Laubengang des Palastes wird allgemein „Portico dell’Unica“ genannt. Dies erinnert an das gleichnamige Süßwarengeschäft für Produkte der Unione Nazionale Industrie Cioccolato ed Affini, das einmal dort war.

## Geschichte

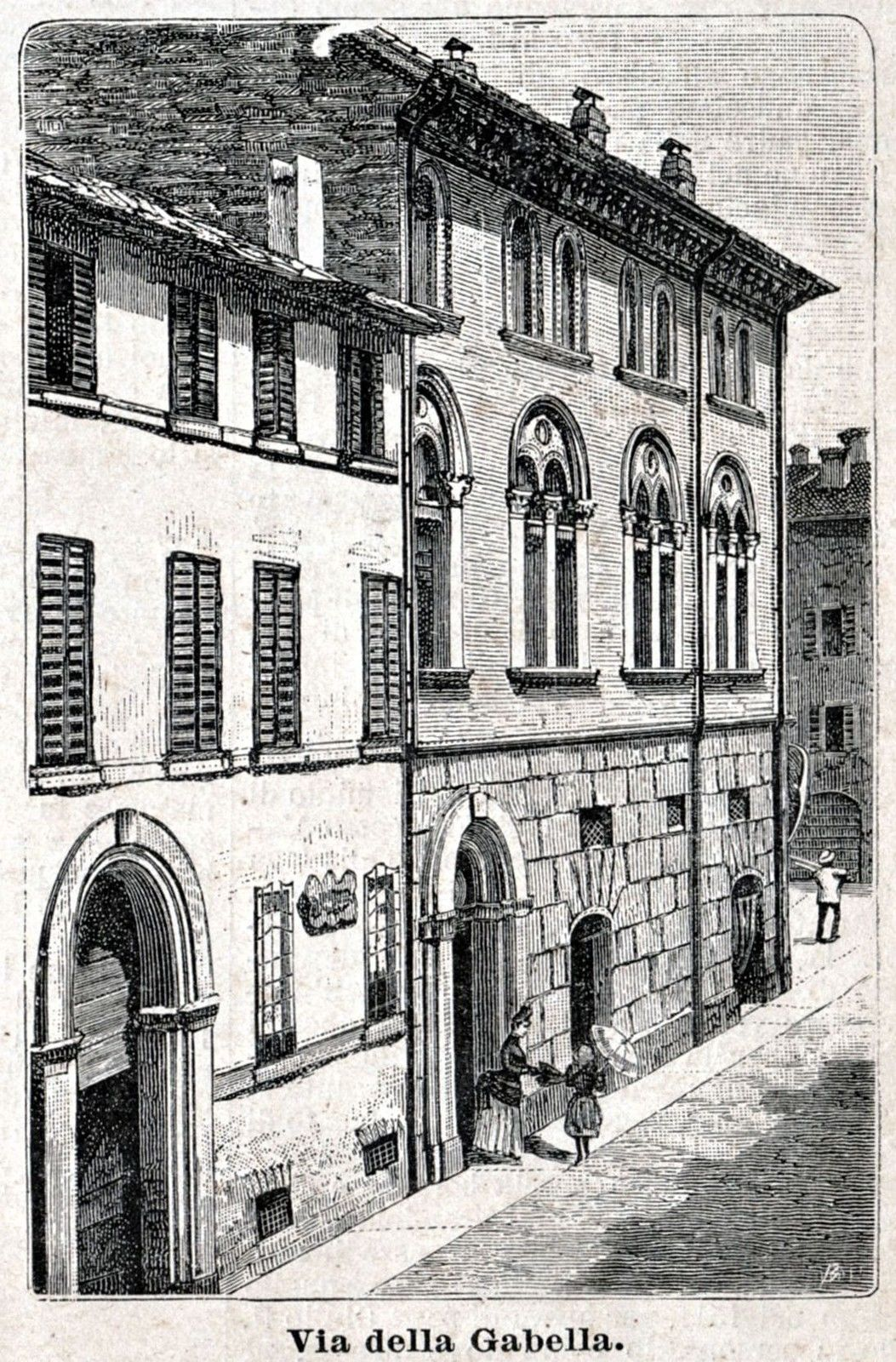
Via della Gabella in Mirandola

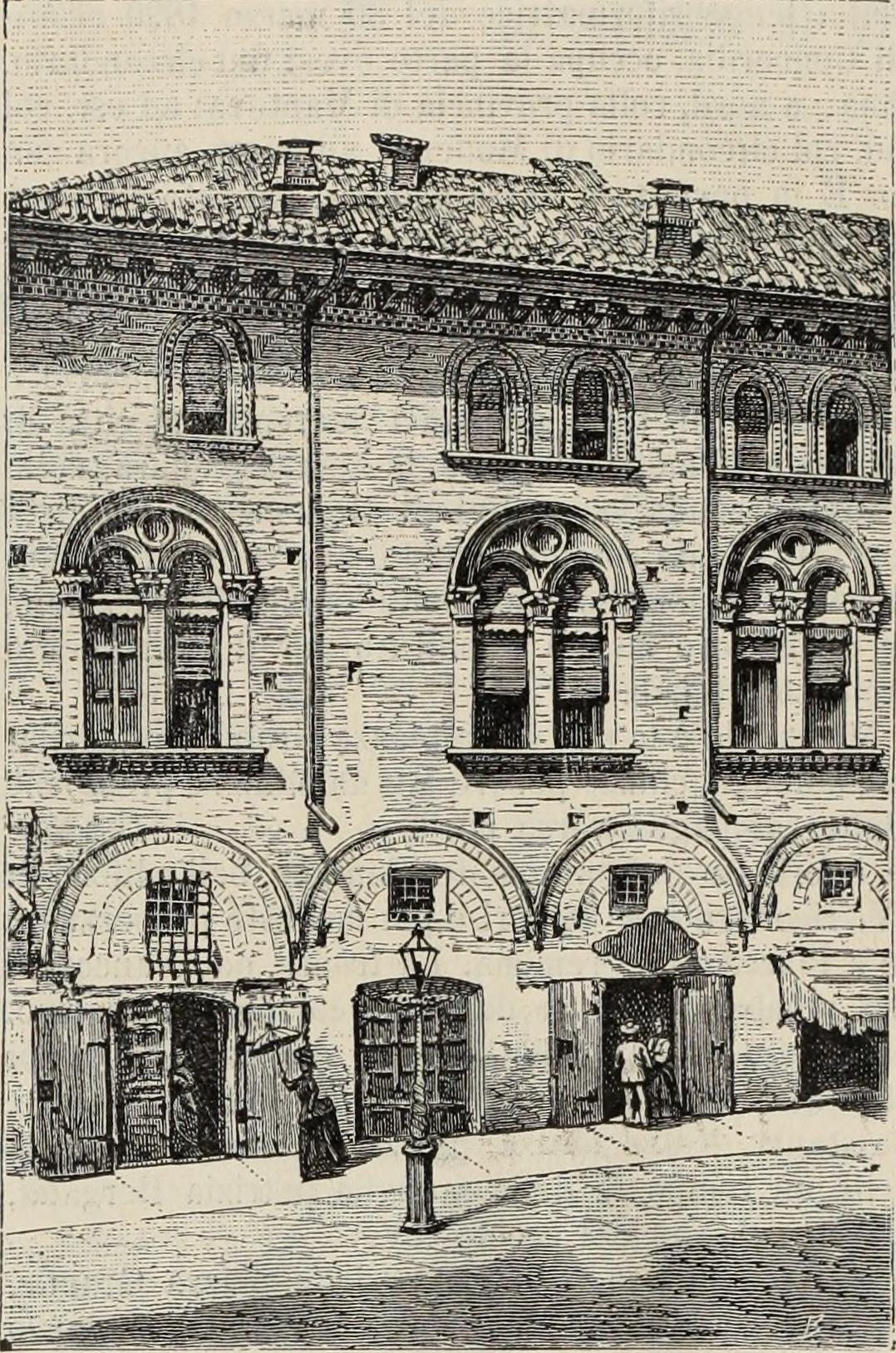
Palazzo Bergomi, damals Sitz der Sparkasse

Der Ursprung des Palastes, der damals der Familie Buffali gehörte, ist nicht mit Sicherheit bekannt, aber es gibt dennoch einige Dokumente im Archiv der Congregazione di Carità in Modena, die die Existenz einer reichen Familie von Notaren namens Sàssoli de’ Bergami (wegen ihrer Herkunft aus der Stadt Bergamo) Mitte des 15. Jahrhunderts bestätigen. Daraus entstand später die Schreibweise „Bergami“ oder „Bergomi“. Der Adelsfamilie wurde von den Picos zu Grafen erhoben und zu den wichtigsten Mitgliedern dieser Familie zählten der Arzt und Philosoph Cristoforo Bergomi, Schüler von Antonio Cittadini aus Faenza und Kanoniker und Literat Giuseppe Bergomi.
Ein unbekannter Chronist beschrieb ein Feuergefecht, das in den Laubengängen des Palastes im Jahre 1518 zwischen den Anhängern von Gianfrancesco Pico della Mirandola aus Mirandola und denen von Galeotto II. Pico aus Concordia sulla Secchia ausgetragen wurde:

„S’incontrarono sotto il portico de’ Bergami in Borgonovo e furono alle mani insieme gridando una parte: – Francesco, Francesco – e l’altra: – Galeotto, Galeotto – e cominciarono quelli della Concordia, nascosti dietro alle colonne, a sparare schiopettate con quelli della Terra i quali poco a poco perdendo il campo si ritirarono diritto alla Rocca per aspettar il giorno, havendo fornito di gente la muraglia con speranza che alla nuova luce havrebbero li loro inimici in gabbia ed in prigione.“

(dt.: Sie trafen sich unter den Laubengängen der De’Bergami im Borgonovo und sie gerieten zusammen in Streit und riefen zum einen Teil: „Francesco, Francesco“ und zum anderen: „Galeotto, Galeotto“; und es begannen die aus Concordia, versteckt hinter den Säulen, sich mit denen aus Terra [Mirandola] zu beschießen, die mehr und mehr das Boden verloren und sich in Richtung der Festung zurückzogen, um den Tag abzuwarten, wobei sie die Mauer mit Leuten ausstatteten, in der Hoffnung, dass sie bei Anbruch des Tages ihre Feinde im Käfig und im Gefängnis hätten.)

Der Palast wurde später in einer Urkunde vom 1. Juli 1611 erwähnt, in der der Fürst Alessandro I. Pico, entschlossen zum Bau eines Domes in der Stadt Mirandola (die damals noch zur Pfarre Pieve di Quarantoli gehörte), sich zur Zahlung einer Geldsumme von 150 Scudi pro Jahr an einige Mitglieder der Jesuiten verpflichtete, damit diese sich im Palazzo Collevati neben dem Palazzo Bergomi niederließen.
Die Laubengänge des Palastes blieben lange offen, was an den folgenden Unterbögen lag, die früher gebaut wurden, um das Gebäude zu stabilisieren, wurden aber später – wann genau, weiß man nicht – geschlossen, um Platz für Läden zu schaffen.
Im Jahre 1638 verfügte der kinderlose Alessandro Bergomi, letzter Nachkomme der Familie, testamentarisch, dass der alte Palast zu seinem Gedenken in den Convento Alessandrino umgewandelt würde und als Kloster für die Kapuzinerschwestern dienen sollte, aber der Palast wurde dafür als ungeeignet angesehen. Nachdem er auch von Dominikanerbrüdern abgelehnt worden war, wurde er ab dem 12. August 1675 bis zum Jahre 1768 Sitz der Servitenbrüder.
1841 ließ der neue Eigentümer, Giovanni Montanari, die Fassade des Palazzo Bergomi restaurieren, aber die Commissione d’Ornato verpflichtete ihn dazu, die alten Fensterbretter zu behalten. Einige Jahre später, 1865, ließ der Bauingenieur Grazio Montanari die südlichen Laubengänge mit einer Mauer aus Bossenwerk überdecken, die von einer Schnur überragt wurde, und das Gesims, die Fenster und die Wandfläche neu anlegen.
Nach der Vereinigung Italiens wurde am 27. September 1863 per Dekret die Sparkasse Mirandola gegründet, die am 1. Januar 1864 im Palazzo Bergomi, neben dem Palazzo Comunale, offiziell eröffnet wurde. Die fortschreitende Zunahme der Geschäfte führte zur Verlegung der Sparkasse an den heutigen Sitz, einen Jugendstilpalast, der in den Jahren 1911–1912 an der Piazza Giacomo Matteotti errichtet wurde.
1922 wurden die Laubengänge des Palazzo Bergomi wieder geöffnet. In der Zeit des Faschismus war der Palast Sitz der örtlichen Partito Nazionale Fascista und der Unione Proviniciale Fascista degli Agricoltori (dt.: Faschistischer Provinzverband der Bauern).
Beim Erdbeben in Norditalien 2012 wurde der Palast beschädigt; die Arbeiten zur Restaurierung und Verbesserung der Erdbebensicherheit wurden im März 2016 abgeschlossen.

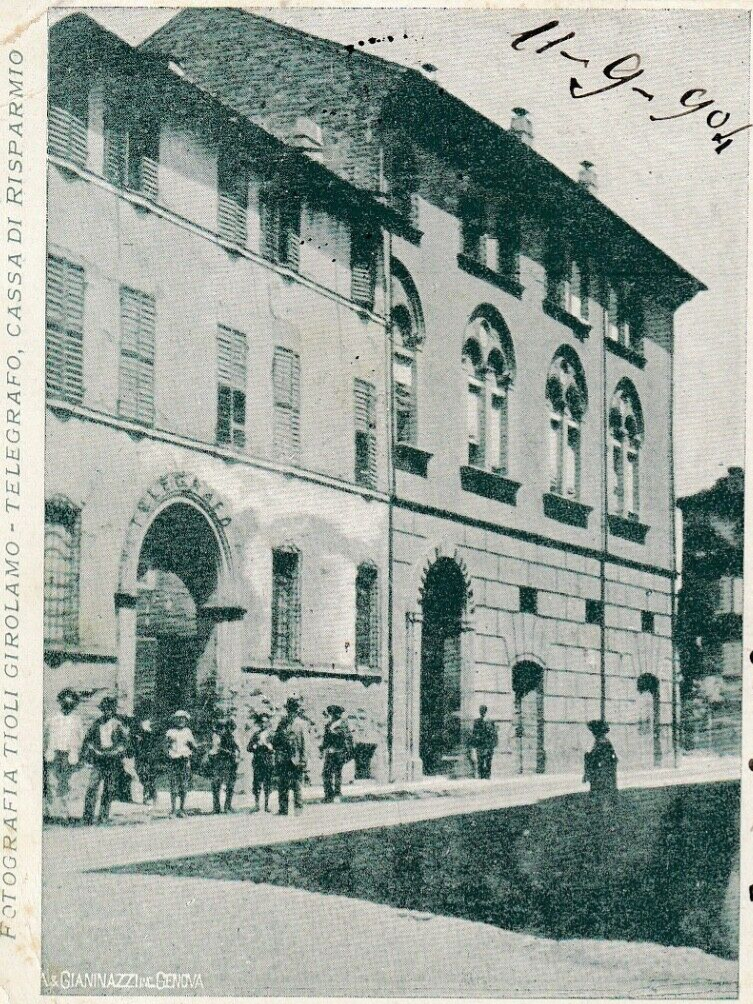
Telegraphenamt und Cassa di Risparmio (1904)
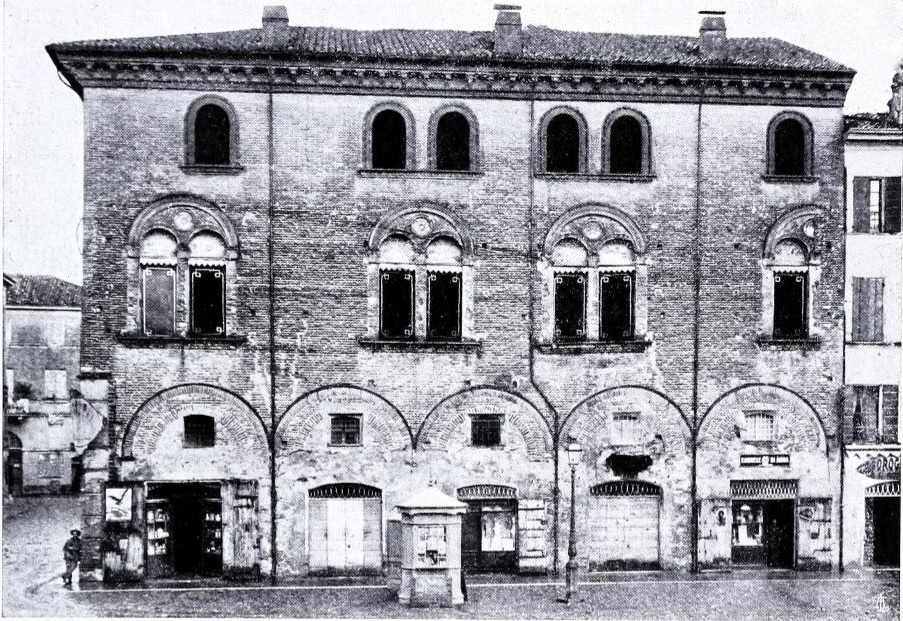
Palazzo Bergomi im Jahre 1909
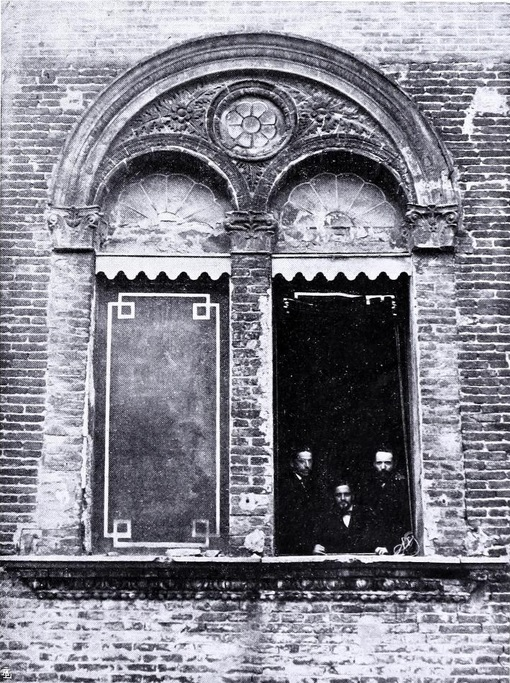
Fenster im ersten Obergeschoss (1909)
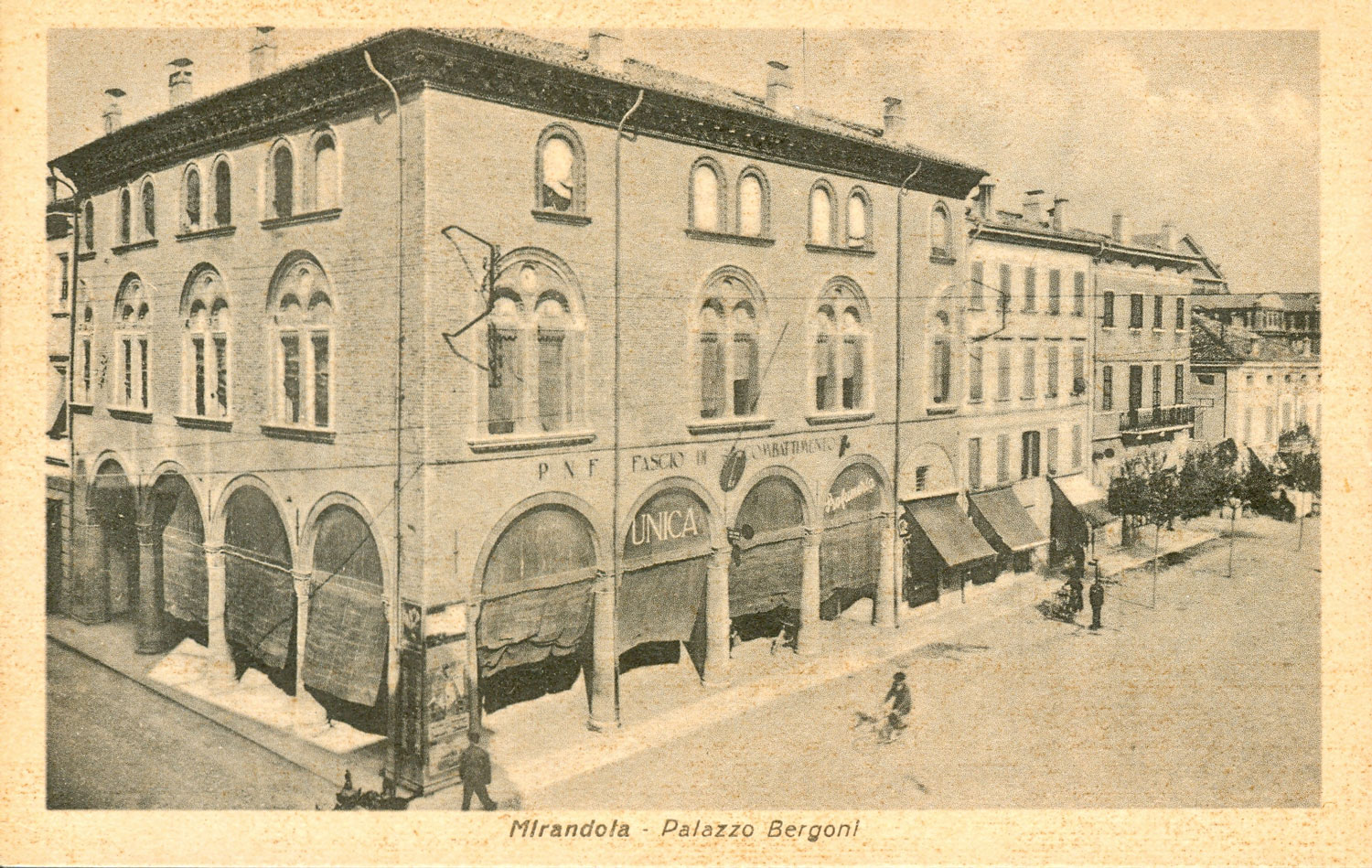
Palazzo Bergomi in faschistischer Zeit
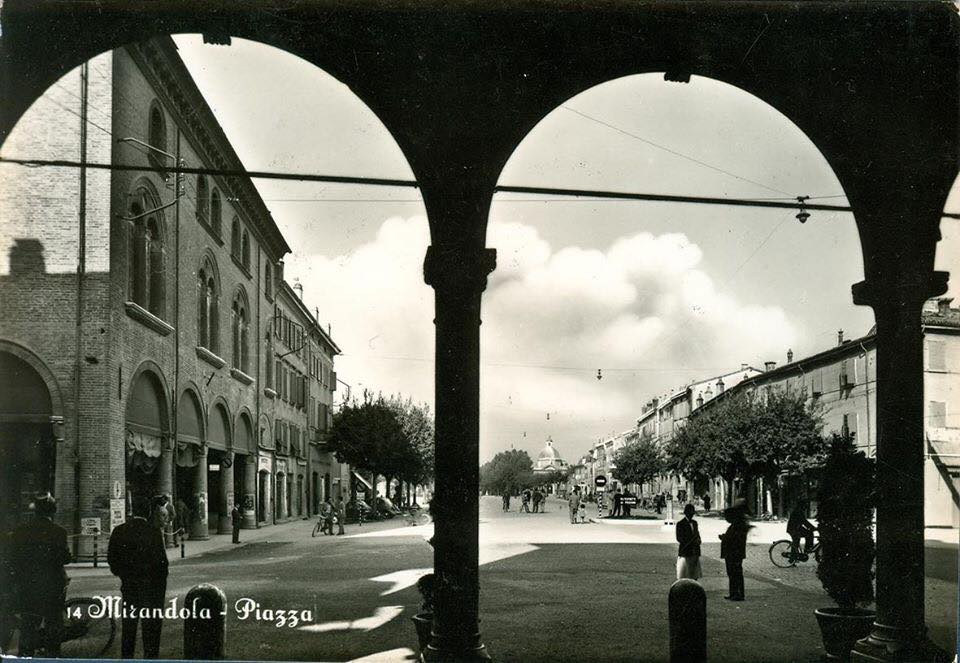
Piazza della Costituente
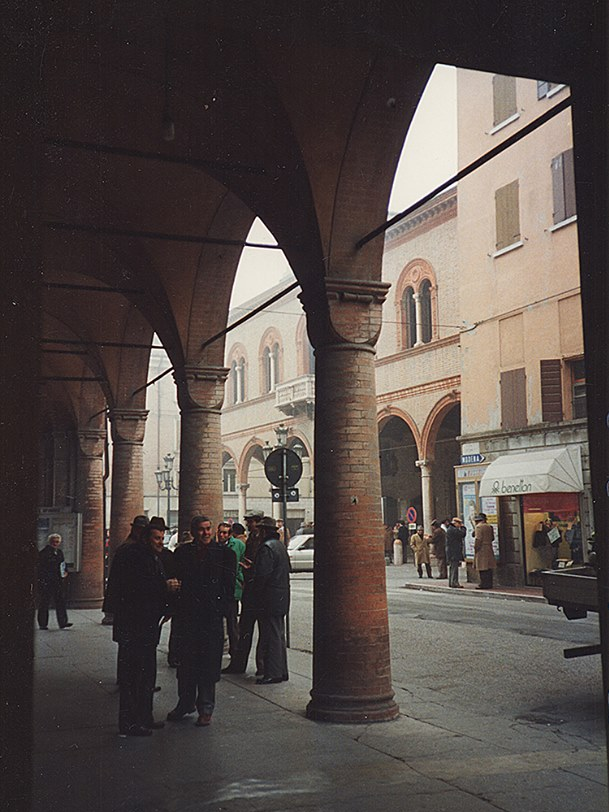
Laubengang zur Via Cavallotti

## Beschreibung
Der Palast ist durch Renaissanceformen gekennzeichnet, die durch die Architektur aus der Lombardei und aus Ferrara inspiriert wurden.
Im Erdgeschoss gibt es hohe Laubengänge mit neun Rundbögen (fünf zur Seite der Piazza della Constituente hin und vier an der Südfassade).
Die beiden Sichtmauerwerkfassaden im Hauptgeschoss haben jeweils dreieinhalb Doppelfenster und sind mit Terrakottafliesen dekoriert, die florale Motive der Renaissance tragen.
Im zweiten Obergeschoss gibt es dreizehn kleine Einzelfenster, die ebenfalls mit Ornamenten in Terrakotta verziert sind.